# Oncidium onustum
O Oncidium onustum Lindl. (1833) sec. Onustum, é uma espécie de orquídeas do gênero Oncidium, da subfamília Epidendroideae, pertencente à familia das Orquidáceas.

## Habitat
Esta espécie é encontrada do México ao Equador e Peru, nas regiões que tem um longo inverno seco, e se encuentran em altitudes de 25 a 1200 m.

## Descrição
É uma orquídea de pequeno tamanho que prefere clima ameno a fresco, é epífita e tem pseudobulbos  cônicos-ovoides, longitudinalmente canelados, espaçados e bem juntos ao rizoma, têm uma aparência de cor verde gris com manchas púrpuras, e uma só folha apical, ereta e muito coriácea. A inflorescência é um racemo basal bastante laxa, com poucas ou muitas flores grandes sem fragrância que aparecem no verão e no outono.

## Cultivo
Necessita de alta luminosidade com alguma sombra e regas enquanto estiver na fase de crescimento e floração, depois necessita de descanso  com as regas ou com os fertilizantes até o novo crescimento.

## Sinônimos
- Oncidium holochrysum Rchb.f. 1862;
- Zelenkoa onusta (Lindl.) M.W.Chase & N.H.Williams 2001[2]